# Heron (Montana)
Heron és una concentració de població designada pel cens dels Estats Units a l'estat de Montana. Segons el cens del 2000 tenia 149 habitants.

## Demografia
Segons el cens del 2000, Heron tenia 149 habitants, 58 habitatges, i 41 famílies. La densitat de població era de 17 habitants per km².
Dels 58 habitatges en un 32,8% hi vivien nens de menys de 18 anys, en un 67,2% hi vivien parelles casades, en un 3,4% dones solteres, i en un 29,3% no eren unitats familiars. En el 29,3% dels habitatges hi vivien persones soles el 12,1% de les quals corresponia a persones de 65 anys o més que vivien soles. El nombre mitjà de persones vivint en cada habitatge era de 2,57 i el nombre mitjà de persones que vivien en cada família era de 3,2.
Per edats la població es repartia de la següent manera: un 30,9% tenia menys de 18 anys, un 2,7% entre 18 i 24, un 24,8% entre 25 i 44, un 27,5% de 45 a 60 i un 14,1% 65 anys o més.
L'edat mediana era de 42 anys. Per cada 100 dones de 18 o més anys hi havia 98,1 homes.
La renda mediana per habitatge era de 28.750 $ i la renda mediana per família de 31.875 $. Els homes tenien una renda mediana de 27.500 $ mentre que les dones 20.000 $. La renda per capita de la població era de 14.725 $. Aproximadament el 15,8% de les famílies i el 18,2% de la població estaven per davall del llindar de pobresa.

## Poblacions més properes
El següent diagrama mostra les poblacions més properes.